# محمد محمدي الجيلاني
آية الله محمد محمدي الجيلاني (الفارسية: محمد محمدی گیلانی) (31 آب 1929 – 9 تموز 2014 م) كان عضوًا في مجلس خبراء القيادة في الجمهورية الإسلامية الإيرانية. وكان رئيسًا للمحكمة العليا في إيران، وهو منصب مختلف عن منصب رئيس السلطة القضائية.
كان الجيلاني قاضيًا في المحكمة الثورية الإسلامية [الإنجليزية]
 في طهران في الفترة من 1980 إلى 1985. وفي وقت لاحق، أصبح عضوًا في مجلس صيانة الدستور بين عامي 1986 و1992.